# Gerd R. Ueberschär
Gerd Rolf Ueberschär (* 18. August 1943 in Offenbach am Main) ist ein deutscher Militärhistoriker. Er ist vor allem bekannt durch seine Arbeiten über die Zeit des Nationalsozialismus und den Zweiten Weltkrieg.

## Leben und Wirken
Gerd R. Ueberschär studierte an der Universität Frankfurt am Main Geschichtswissenschaft, Politikwissenschaften und Geographie. Nach dem Staatsexamen arbeitete er als Wissenschaftlicher Assistent am Historischen Seminar der Universität Frankfurt, zunächst bei Paul Kluke und nach dessen Emeritierung ab 1974 bei Klaus Hildebrand. 1976 wurde er mit der Arbeit Hitler und Finnland 1939–1941. Die deutsch-finnischen Beziehungen während des Hitler-Stalin-Paktes zum Dr. phil. promoviert. Für seine Dissertation wertete er das Tagebuch des Wehrmachtsgenerals Waldemar Erfurth (1879–1971) aus.
Danach war er Wissenschaftlicher Mitarbeiter am Militärgeschichtlichen Forschungsamt in Freiburg und ab 1986 Lehrbeauftragter an der Universität Freiburg. Von 1996 bis 2005 arbeitete er als Historiker und Archivar am Bundesarchiv-Militärarchiv Freiburg.
Sein Buch Stauffenberg. Der 20. Juli 1944 entstand als wissenschaftliches Begleitbuch zum ARD-Film Stauffenberg von Jo Baier.
Gerd R. Ueberschär ist mit Ute Ueberschär-von Livonius verheiratet und wohnt im Freiburger Stadtteil Sankt Georgen.

## Schriften
- Hitler und Finnland 1939–1941. Die deutsch-finnischen Beziehungen während des Hitler-Stalin-Paktes. Dissertation. Universität Frankfurt. Steiner, Wiesbaden 1978, ISBN 3-515-02806-4.
- mit Wolfram Wette: Bomben und Legenden. Rombach, Freiburg i. Br. 1981, ISBN 3-7930-0292-6.
- mit Rolf-Dieter Müller und Wolfram Wette: Wer zurückweicht wird erschossen! Dreisam, Freiburg i. Br. 1985, ISBN 3-89125-219-6.
- mit Thomas Schnabel: Endlich Frieden! Das Kriegsende in Freiburg 1945. Schillinger, Freiburg i. Br. 1985, ISBN 3-89155-009-X.
- mit Rolf-Dieter Müller: Deutschland am Abgrund. Verlag des Südkurier, Konstanz 1986, ISBN 3-87799-073-8.
- Freiburg im Luftkrieg. Mit einer Photodokumentation zur Zerstörung der Altstadt am 27. November 1944 von Hans Schadek. Ploetz, Freiburg i. Br. 1990, ISBN 3-87640-332-4.
- Generaloberst Franz Halder. Muster-Schmidt, Göttingen 1991, ISBN 3-7881-0138-5.
- mit Rolf-Dieter Müller: Kriegsende 1945. Fischer, Frankfurt am Main 1994, ISBN 3-596-10837-3.
Italienische Ausgabe: La fine del Terzo Reich. Mulino, Bologna 1995, ISBN 88-15-04853-7.
- mit Wolfgang Lotz: Die Deutsche Reichspost 1933–1945. Eine politische Verwaltungsgeschichte. Nicolaische Verlagsbuchhandlung, Berlin 1999, ISBN 3-87584-915-9.
- mit Rolf-Dieter Müller: Hitlers Krieg im Osten 1941–1945. Wissenschaftliche Buchgesellschaft, Darmstadt 2000, ISBN 3-534-14768-5.
Englische Ausgabe: Hitler’s war in the East 1941–1945. Aus dem Deutschen von Bruce D. Little. Berghahn Books, New York/Oxford 2002, ISBN 1-57181-293-8.
- mit Winfried Vogel: Dienen und Verdienen. Hitlers Geschenke an seine Eliten. Fischer, Frankfurt am Main 1999, ISBN 3-10-086002-0.
- Stauffenberg. Der 20. Juli 1944. Fischer, Frankfurt am Main 2004, ISBN 3-10-086003-9.
- mit Rolf-Dieter Müller: 1945. Das Ende des Krieges. Primus, Darmstadt 2005, ISBN 3-89678-266-5.
- Für ein anderes Deutschland. Der deutsche Widerstand gegen den NS-Staat 1933–1945. Fischer, Frankfurt am Main 2006, ISBN 3-596-13934-1.
- mit Wolfgang Lotz: Reichspost und Unternehmen „Gomorrha“. Kriegsalltag und Postbetrieb nach den alliierten Luftangriffen auf Hamburg im Juli und August 1943. Lotz, Dieburg 2008.

als Herausgeber
- mit Wolfram Wette: „Unternehmen Barbarossa.“ Der deutsche Überfall auf die Sowjetunion 1941. Schöningh, Paderborn 1984, ISBN 3-506-77468-9. Neuausgabe: Fischer, Frankfurt am Main 1991, ISBN 3-596-24437-4.
- Der 20. Juli 1944. Bund, Köln 1994, ISBN 3-7663-2370-9.
- Das Nationalkomitee „Freies Deutschland“ und der Bund Deutscher Offiziere. Fischer, Frankfurt am Main 1995, ISBN 3-596-12633-9.
- Der deutsche Angriff auf die Sowjetunion 1941. Primus, Darmstadt 1998, ISBN 3-89678-084-0.
- Der 20. Juli. Elefanten-Press, Berlin 1998, ISBN 3-88520-715-X.
- Hitlers militärische Elite. Primus, Darmstadt 1998.
  - Band 1: Von den Anfängen des Regimes bis Kriegsbeginn. ISBN 3-89678-083-2. Als Einzelausgabe: Wissenschaftliche Buchgesellschaft, Darmstadt 2009, ISBN 978-3-534-12677-4.
  - Band 2: Vom Kriegsbeginn bis zum Weltkriegsende. ISBN 3-89678-089-1.
  - Neuauflage: Hitlers militärische Elite. 68 Lebensläufe. Wissenschaftliche Buchgesellschaft, Darmstadt 2011, ISBN 978-3-89678-727-9. 3. Auflage. Theiss, Darmstadt 2015, ISBN 978-3-8062-3038-3.
- mit Lev A. Bezymenskij: Der deutsche Angriff auf die Sowjetunion 1941. Die Kontroverse um die Präventivkriegsthese. Primus, Darmstadt 1998, ISBN 3-89678-084-0.
  - Neuauflage: Wissenschaftliche Buchgesellschaft, Darmstadt 2011, ISBN 978-3-89678-776-7.
- Der Nationalsozialismus vor Gericht. Die alliierten Prozesse gegen Kriegsverbrecher und Soldaten 1943–1952. Fischer, Frankfurt am Main 1999, ISBN 3-596-13589-3.
- NS-Verbrechen und der militärische Widerstand gegen Hitler. Primus, Darmstadt 2000, ISBN 3-89678-169-3.
- Der deutsche Widerstand gegen Hitler. Wissenschaftliche Buchgesellschaft, Darmstadt 2002, ISBN 3-534-13146-0.
- Orte des Grauens. Primus, Darmstadt 2003, ISBN 3-89678-232-0.
- Handbuch zum Widerstand gegen Nationalsozialismus und Faschismus in Europa 1933/39 bis 1945. De Gruyter, Berlin, New York 2011, ISBN 978-3-598-11767-1.